# Luísa da Bélgica
Luísa Maria Ana Martina Pilar (Luisa Maria Anna Martine Pilar; Bruxelas, 11 de outubro de 1995) é a quarta criança e segunda menina da princesa Astrid da Bélgica e de seu marido, o arquiduque Lorenzo da Áustria-Este. É neta do rei Alberto II da Bélgica e atualmente ocupa o nono lugar na linha de sucessão ao trono belga.
Luísa possui dois irmãos mais velhos: Amadeu (nascido em 1986) e Joaquim (nascido em 1991), uma irmã mais velha: Maria Laura (nascida em 1988) e uma irmã mais nova: Letícia (nascida em 2003).

## Nascimento e batismo
A princesa Luísa nasceu na Clínica St. Jean, em Bruxelas, capital da Bélgica. Todos os seus avós e bisavós são reais ou nobres; ela descende de famílias reais dinamarquesas, britânicas, portuguesas, espanholas, alemães, austríacos, belgas, italianas, suecas e francesas. Em 1991, quatro anos antes de seu nascimento, houve uma mudança na constituição, a qual aboliu a lei sálica. Ela é a primeira princesa da Bélgica a ter nascido com direitos de sucessão completos para o trono.
Luísa foi batizada no Castelo Real de Laeken, no dia 26 de outubro de [995. Na cerimônia, estiveram presentes amigos e familiares de seus pais, incluindo representantes de outras casas reais.

## Educação
Luísa, assim como a maioria dos jovens membros da família real, iniciou sua educação na escola pública de Saint-Jan Berchmans, em Bruxelas, onde aprendeu as três línguas oficiais da Bélgica: flamengo, francês e alemão. Em 2009, já frequentava a Escola Sevenoaks, em Kent, Inglaterra, onde também estudou seu irmão mais velho, Amadeo. Atualmente está a ser educada numa universidade em Montreal, Canadá.

## Aparições públicas
A princesa Astrid tenta ao máximo proteger a vida privada de seus filhos. Portanto, são poucas as vezes em que Luísa pode ser vista aos olhos do público. 
Em 2003, ela foi a menina das flores no casamento de seu tio, o príncipe Lourenço com a britânica Claire Coombs. No mesmo ano, esteve também presente no batizado de sua irmã, a princesa Letícia.
Em 22 de outubro de 2011 Luísa, juntamente com sua mãe e irmã mais nova, participou da estreia do filme "As Aventuras de Tintim", dirigido por Steven Spielberg, em Bruxelas.
Em 21 de julho de 2013, a princesa Luísa, acompanhada por outros membros da família real, assistiu à parada civil e militar durante a abdicação do rei Alberto II e a coroação do rei Filipe da Bélgica

## Títulos e estilos
- 11 de outubro de 1995 - 7 de fevereiro de 1996: Sua Alteza Imperial e Real, princesa Luísa da Bélgica, Arquiduquesa da Áustria-Este, Princesa Imperial da Áustria, Princesa Real da Hungria e Boêmia.
- 7 de fevereiro de 1996 - presente: Sua Alteza Imperial e Real, princesa Luísa da Bélgica, Arquiduquesa da Áustria-Este, Princesa Imperial da Áustria, Princesa Real da Hungria e Boêmia, Princesa de Módena.

Todos os filhos do arquiduque da Áustria-Este, Lorenzo, ostentarão o título "Príncipe/Princesa da Bélgica" por decreto real belga de 2 de dezembro de 1991, além de seus títulos austríacos: "Arquiduque/Arquiduquesa da Áustria-Este, Príncipe/Princesa Imperial da Áustria, Príncipe/Princesa Real da Hungria e Boêmia, Príncipe/Princesa de Modena". Internacionalmente, Luísa é denominada brevemente como "SAI&R Princesa Luísa da Bélgica, arquiduquesa da Áustria-Este".